# 1898 în științifico-fantastic
- 1897 în științifico-fantastic — 1898 în științifico-fantastic — 1899 în științifico-fantastic

1898 în științifico-fantastic a implicat o serie de evenimente:

## Nașteri și decese

### Nașteri
- František Běhounek (d. 1973)
- Doris P. Buck (d. 1980)
- Arthur J. Burks (d. 1974)
- Jeffrey Lloyd Castle (d. 1990)
- Freder Catsen (d. 1971)
- Edwin Erich Dwinger (d. 1981)
- Fritz E. W. Enskat (d. 1971)
- C. S. Lewis (d. 1963) - Narnia
- E. Hoffmann Price (d. 1988)
- George Henry Weiss (d. 1946)
- Leó Szilárd (d. 1964)
- Ludwig Turek (d. 1975)

## Cărți

### Romane
- Edison's Conquest of Mars de Garrett P. Serviss
- Doctor Therne de H. Rider Haggard
- Ionia: Land of Wise Men and Fair Women de Alexander Craig
- The Man Who Could Work Miracles de H. G. Wells
- The Martian de George du Maurier
- The Yellow Danger de M. P. Shiel

## Filme
| Titlu              | Regizor        | Distribuție | Țara   | Sub-Gen /Note |
| ------------------ | -------------- | ----------- | ------ | ------------- |
| La Lune à un mètre | Georges Méliès |             | Franța |               |
|                    |                |             |        |               |

## Premii
Principalele premii nu s-au acordat în această perioadă.